# Campeonato Argentino de Voleibol Masculino de 2019-20 - Liga A1
A Liga de Voleibol Argentina de 2019–20 foi a 24.ª edição desta competição organizada pela Associação de Clubes da Liga Argentina de Voleibol (ACLAV). Participaram do torneio nove equipes provenientes de seis regiões argentinas, ou seja, de Buenos Aires, Neuquén, Santa Fé, Tucumã, San Juan e Catamarca.
Devido ao avanço da pandemia de COVID-19, a Associação de Clubes da Liga Argentina de Voleibol e os quatro clubes que se classificaram para as semifinais da competição, decidiram em conjunto, no dia 30 de março de 2020, decretar o encerramento da temporada 2019–20 da Liga Argentina, sem atribuição de títulos para nenhuma das equipes.

## Equipes participantes
| Equipe                | Cidade                              | Última participação | Temporada 2018/2019 |
| --------------------- | ----------------------------------- | ------------------- | ------------------- |
| Bolívar Vóley         | San Carlos de Bolívar               | 2018–19             | 1.º                 |
| Ciudad Vóley          | Buenos Aires                        | 2018–19             | 7.º                 |
| Gigantes del Sur      | Neuquén                             | 2018–19             | 6.º                 |
| Monteros Vóley Club   | Monteros                            | 2018–19             | 9.º                 |
| Obras de San Juan     | San Juan                            | 2018–19             | 2.º                 |
| PSM Vóley             | Puerto General San Martín           | 2018–19             | 10.º                |
| River Plate           | Buenos Aires                        | 2018–19             | 8.º                 |
| UPCN San Juan Vóley   | San Juan                            | 2018–19             | 3.º                 |
| Ateneo Mariano Moreno | San Fernando del Valle de Catamarca | A2 2019             | 1.º                 |
| Libertad Burgi Vóley  | San Jerónimo Norte                  | 2018–19             | 4.º                 |
| UNTreF Vóley          | Tres de Febrero                     | 2018–19             | 5.º                 |

## Fase classificatória

### Classificação
- Vitória por 3 sets a 0 ou 3 a 1: 3 pontos para o vencedor;
- Vitória por 3 sets a 2: 2 pontos para o vencedor e 1 ponto para o perdedor.
- Não comparecimento, a equipe perde 2 pontos.
- Em caso de igualdade por pontos, os seguintes critérios servem como desempate: número de vitórias, média de sets e média de pontos.

|  |                                                |
|  | Equipes classificadas para as quartas de final |

|     |                       |     | Jogos | Jogos | Jogos | Resultados | Resultados | Resultados | Resultados | Resultados | Resultados | Sets | Sets | Sets  | Pontos | Pontos | Pontos |
| Pos | Equipe                | Pts | T     | V     | D     | 3–0        | 3–1        | 3–2        | 2–3        | 1–3        | 0–3        | V    | P    | R     | V      | P      | R      |
| --- | --------------------- | --- | ----- | ----- | ----- | ---------- | ---------- | ---------- | ---------- | ---------- | ---------- | ---- | ---- | ----- | ------ | ------ | ------ |
| 1   | Bolívar Vóley         | 51  | 20    | 18    | 2     | 12         | 3          | 3          | 0          | 1          | 1          | 55   | 15   | 3.667 | 1681   | 1439   | 1.168  |
| 2   | Ciudad Vóley          | 45  | 20    | 15    | 5     | 9          | 4          | 2          | 2          | 1          | 2          | 50   | 23   | 2.174 | 1681   | 1556   | 1.080  |
| 3   | Gigantes del Sur      | 40  | 20    | 14    | 6     | 4          | 5          | 5          | 3          | 1          | 2          | 49   | 33   | 1.485 | 1847   | 1682   | 1.098  |
| 4   | UPCN San Juan Vóley   | 39  | 20    | 13    | 7     | 9          | 2          | 2          | 2          | 2          | 3          | 45   | 27   | 1.667 | 1662   | 1564   | 1.063  |
| 5   | River Plate           | 32  | 20    | 10    | 10    | 4          | 4          | 2          | 4          | 2          | 4          | 40   | 38   | 1.053 | 1728   | 1733   | 0.997  |
| 6   | Obras de San Juan     | 24  | 20    | 7     | 13    | 2          | 4          | 1          | 4          | 4          | 5          | 33   | 45   | 0.733 | 1703   | 1766   | 0.964  |
| 7   | Ateneo Mariano Moreno | 23  | 20    | 8     | 12    | 5          | 1          | 2          | 1          | 5          | 6          | 31   | 41   | 0.756 | 1531   | 1607   | 0.953  |
| 8   | Monteros Vóley Club   | 14  | 20    | 4     | 16    | 2          | 2          | 0          | 2          | 4          | 10         | 20   | 50   | 0.400 | 1487   | 1636   | 0.909  |
| 9   | PSM Vóley             | 2   | 20    | 1     | 19    | 0          | 0          | 1          | 0          | 5          | 14         | 8    | 59   | 0.136 | 1328   | 1665   | 0.798  |

Fonte: LVA RUS – Data Project

## Playoffs
|  | Quartas de final        | Quartas de final        | Quartas de final        | Quartas de final        | Quartas de final        | Quartas de final        | Quartas de final        |   |    | Semifinais    | Semifinais    | Semifinais    | Semifinais    | Semifinais    | Semifinais    | Semifinais    |  |  | Final         | Final         | Final         |  |  |  |  |
|  | 5 a 14 de março de 2020 | 5 a 14 de março de 2020 | 5 a 14 de março de 2020 | 5 a 14 de março de 2020 | 5 a 14 de março de 2020 | 5 a 14 de março de 2020 | 5 a 14 de março de 2020 |   |    | abril de 2020 | abril de 2020 | abril de 2020 | abril de 2020 | abril de 2020 | abril de 2020 | abril de 2020 |  |  | abril de 2020 | abril de 2020 | abril de 2020 |  |  |  |  |
|  |                         |                         |                         |                         |                         |                         |                         |   |    |               |               |               |               |               |               |               |  |  |               |               |               |  |  |  |  |
|  | 1º                      | Bolívar Vóley           | 3                       | 3                       | -                       | -                       | -                       |   |    |               |               |               |               |               |               |               |  |  |               |               |               |  |  |  |  |
|  | 8º                      | Monteros Vóley Club     | 1                       | 0                       | -                       | -                       | -                       |   |    |               |               |               |               |               |               |               |  |  |               |               |               |  |  |  |  |
|  | 8º                      | Monteros Vóley Club     | 1                       | 0                       | -                       | -                       | -                       |   | 1º | Bolívar Vóley |               |               |               |               |               |               |  |  |               |               |               |  |  |  |  |
|  |                         |                         |                         |                         |                         |                         |                         |   | 1º | Bolívar Vóley |               |               |               |               |               |               |  |  |               |               |               |  |  |  |  |
|  |                         | 4º                      | UPCN San Juan Vóley     |                         |                         |                         |                         |   |    |               |               |               |               |               |               |               |  |  |               |               |               |  |  |  |  |
|  | 4º                      | 4º                      | UPCN San Juan Vóley     | UPCN San Juan Vóley     | 3                       | 3                       | -                       | - | -  |               |               |               |               |               |               |               |  |  |               |               |               |  |  |  |  |
|  | 4º                      |                         |                         | UPCN San Juan Vóley     | 3                       | 3                       | -                       | - | -  |               |               |               |               |               |               |               |  |  |               |               |               |  |  |  |  |
|  | 5º                      | River Plate             | 0                       | 1                       | -                       | -                       | -                       |   |    |               |               |               |               |               |               |               |  |  |               |               |               |  |  |  |  |
|  |                         |                         |                         |                         |                         |                         |                         |   |    |               |               |               |               |               |               |               |  |  |               |               |               |  |  |  |  |
|  |                         |                         |                         |                         |                         |                         |                         |   |    |               |               |               |               |               |               |               |  |  |               |               |               |  |  |  |  |
|  | 2º                      | Ciudad Vóley            | 3                       | 3                       | -                       | -                       | -                       |   |    |               |               |               |               |               |               |               |  |  |               |               |               |  |  |  |  |
|  | 7º                      | Ateneo Mariano Moreno   | 1                       | 0                       | -                       | -                       | -                       |   |    |               |               |               |               |               |               |               |  |  |               |               |               |  |  |  |  |
|  | 7º                      | Ateneo Mariano Moreno   | 1                       | 0                       | -                       | -                       | -                       |   | 2º | Ciudad Vóley  |               |               |               |               |               |               |  |  |               |               |               |  |  |  |  |
|  |                         |                         |                         |                         |                         |                         |                         |   | 2º | Ciudad Vóley  |               |               |               |               |               |               |  |  |               |               |               |  |  |  |  |
|  |                         | 3º                      | Gigantes del Sur        |                         |                         |                         |                         |   |    |               |               |               |               |               |               |               |  |  |               |               |               |  |  |  |  |
|  | 3º                      | 3º                      | Gigantes del Sur        | Gigantes del Sur        | 3                       | 3                       | -                       | - | -  |               |               |               |               |               |               |               |  |  |               |               |               |  |  |  |  |
|  | 3º                      |                         |                         | Gigantes del Sur        | 3                       | 3                       | -                       | - | -  |               |               |               |               |               |               |               |  |  |               |               |               |  |  |  |  |
|  | 6º                      | Obras de San Juan       | 0                       | 0                       | -                       | -                       | -                       |   |    |               |               |               |               |               |               |               |  |  |               |               |               |  |  |  |  |

Fonte: LVA RUS – Data Project